# Pterygoplichthys disjunctivus
Pterygoplichthys disjunctivus és una espècie de peix de la família dels loricàrids i de l'ordre dels siluriformes.

## Morfologia
- Els mascles poden assolir 70 cm de longitud total.[1][2]

## Hàbitat
És un peix d'aigua dolça i de clima tropical.

## Distribució geogràfica
Es troba a Amèrica: conca del riu Madeira. Ha estat introduït en altres territoris fora del seu original.